# Лійгер Еллен Янівна
Еллен Лійгер (ест. Ellen Liiger; нар.. 26 червня 1918, Таллінн, Естонія — пом.. 4 серпня 1987, Таллінн, Естонська РСР, СРСР) — естонська радянська актриса. Народна артистка Естонської РСР (1957).

## Життєпис
Народилася Еллен Лійгер в 1918 році в Таллінні в сім'ї службовців, молодша з трьох братів та сестер. Після закінчення в 1937 році Талліннської першої середньої школи для дівчаток вивчала акторську майстерність в Талліннській школі драматичного мистецтва при консерваторії Талліннської консерваторії, яку закінчила в 1941 році.
Понад 40 років — з 1941 року і до своєї смерті в 1987 — служила в Естонському державному академічному театрі драми ім. В. Кінгісеппа, з невеликою п'ятирічною перервою на початку 1960-х років, коли працювала в театрі «Ванемуйне» у Тарту.

Творчість Лійгер відрізняється емоційністю та щирістю, лаконізмом виразних засобів. У її сценічних образах ліризм узгоджується з м'яким гумором, комедійністю. Грала також драматичні ролі.
— Театральна енциклопедія
Ролі на сцені: Аня («Дні та ночі» за Симоновим), Марі-Ельтс («Совість» Раннета), Сента («Син рибалки» Лациса), Ангела («Королю холодно» Таммсааре), Тійна («Оборотень» Кітцберга), Соня («Дядя Ваня»), Поля («Міщани»), Марія Антонівна («Ревізор»), Маша («Кремлівські куранти») та інші.
Також виступала як актриса радіо та телебачення. Декілька п'єс з її участю транслювалися по естонському телебаченню. Знялася у трьох фільмах кіностудії «Талліннфільм».
Викладала драматичне мистецтво в Тартуському університеті та Талліннському педагогічному інституті.

## Нагороди
1955 року присвоєно звання Заслуженої артистки Естонської РСР, лише через два роки — 1957 року присвоєно звання Народний артист Естонської РСР. У 1956 році нагороджена орденом Трудового Червоного Прапора.

## Особисте життя
Еллен Лійгер була одружена з актором Ільмаром Таммуром, їхня донька Маре Лайгер стала лікарем.
Померла в Таллінні 1987 року на 70-му році життя від раку шлунка.

## Фільмографія
- 1951 — Світло в Коорді / Valgus Koordis — суддя
- 1966 — Дівчина в чорному / Tütarlaps mustas — Хельментійне
- 1981 — Суворе море / Karge meri — дружина Прааклі